# Amendeuix-Oneix
Pour les articles homonymes, voir Amendeuix et Oneix.
Amendeuix-Oneix [amɛ̃døʃ ɔnɛʃ] (en basque: Amendüze-Unaso) est une commune française, située dans le département des Pyrénées-Atlantiques en région Nouvelle-Aquitaine.

## Géographie

### Localisation
La commune d'Amendeuix-Oneix se trouve dans le département des Pyrénées-Atlantiques, en région Nouvelle-Aquitaine.
Elle se situe à 90 km par la route de Pau, préfecture du département, à 55 km de Bayonne, sous-préfecture, et à 3 km de Saint-Palais, bureau centralisateur du canton du Pays de Bidache, Amikuze et Ostibarre dont dépend la commune depuis 2015 pour les élections départementales.
La commune fait en outre partie du bassin de vie de Saint-Palais.
Les communes les plus proches sont : 
Garris (1,9 km), Gabat (2,0 km), Aïcirits-Camou-Suhast (2,5 km), Luxe-Sumberraute (2,8 km), Saint-Palais (3,0 km), Béguios (3,5 km), Labets-Biscay (3,5 km), Arbouet-Sussaute (3,9 km).
Sur le plan historique et culturel, Amendeuix-Oneix fait partie de la province de la Basse-Navarre, un des sept territoires composant le Pays basque,. La Basse-Navarre en est la province la plus variée en ce qui concerne son patrimoine, mais aussi la plus complexe du fait de son morcellement géographique. Depuis 1999, l'Académie de la langue basque ou Euskalzaindia divise la Basse-Navarre en six zones,. La commune est dans le pays de Mixe (Amikuze), au nord-est de ce territoire.

### Communes limitrophes
Les communes limitrophes sont  Aïcirits-Camou-Suhast, Beyrie-sur-Joyeuse, Gabat, Garris, Labets-Biscay, Luxe-Sumberraute et Saint-Palais.
| Labets-Biscay, Luxe-Sumberraute      | Gabat           |                       |
| Garris                               | Amendeuix-Oneix | Aïcirits-Camou-Suhast |
| Luxe-Sumberraute, Beyrie-sur-Joyeuse | Saint-Palais    |                       |

### Hydrographie

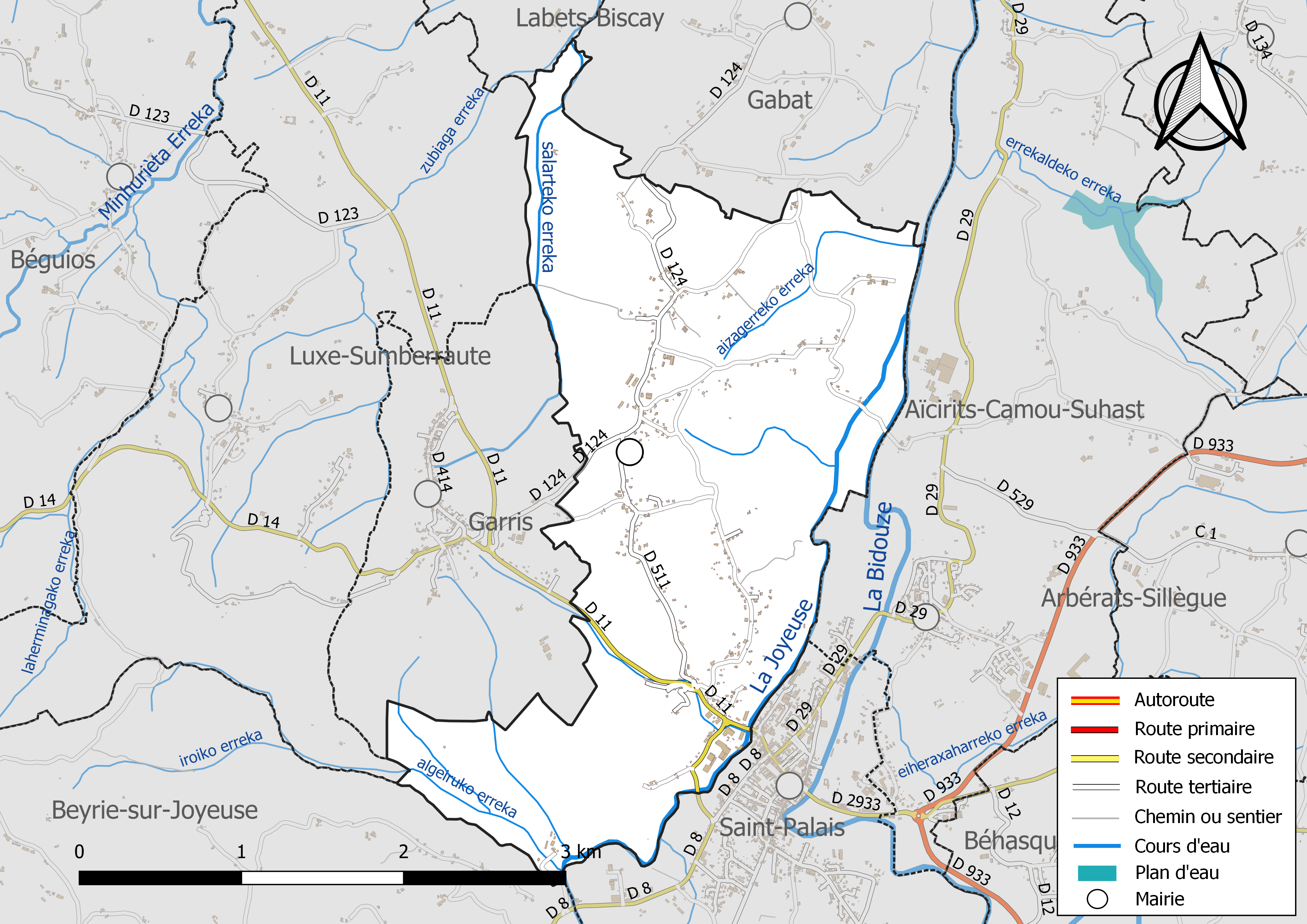
Réseaux hydrographique et routier d'Amendeuix-Oneix.

La commune est drainée par la Bidouze, la Joyeuse, Salarteko erreka, Algeiruko erreka, Zubiaga erreka, et par divers petits cours d'eau, constituant un réseau hydrographique de 15 km de longueur totale,.
La Bidouze, d'une longueur totale de 82,2 km, prend sa source dans la commune d'Aussurucq et s'écoule du sud vers le nord. Elle longe la commune sur son flanc nord-est et se jette dans l'Adour à Guiche, après avoir traversé 26 communes.
La Joyeuse, d'une longueur totale de 26,7 km, prend sa source dans la commune d'Iholdy et s'écoule vers le nord-est. Elle longe la commune sur son flanc est, constituant une limite séparative avec la commune limitrophe, et se jette dans la Bidouze au nord-est du territoire communal, après avoir traversé 7 communes.

### Climat
Pour des articles plus généraux, voir Climat de la Nouvelle-Aquitaine et Climat des Pyrénées-Atlantiques.
Historiquement, la commune est exposée à un micro climat océanique basque.  
En 2020, Météo-France publie une typologie des climats de la France métropolitaine dans laquelle la commune est exposée à un climat de montagne et est dans la région climatique Pyrénées atlantiques, caractérisée par une pluviométrie élevée (>1 200 mm/an) en toutes saisons, des hivers très doux (7,5 °C en plaine) et des vents faibles.
Pour la période 1971-2000, la température annuelle moyenne est de 13,7 °C, avec une amplitude thermique annuelle de 13,6 °C. Le cumul annuel moyen de précipitations est de 1 320 mm, avec 12,8 jours de précipitations en janvier et 8,3 jours en juillet. Pour la période 1991-2020, la température moyenne annuelle observée sur la station météorologique la plus proche, située sur la commune d'Aïcirits-Camou-Suhast à 2 km à vol d'oiseau, est de 14,3 °C et le cumul annuel moyen de précipitations est de 1 219,1 mm,. Pour l'avenir, les paramètres climatiques de la commune estimés pour 2050 selon différents scénarios d’émission de gaz à effet de serre sont consultables sur un site dédié publié par Météo-France en novembre 2022.

### Milieux naturels et biodiversité

#### Réseau Natura 2000
Le réseau Natura 2000 est un réseau écologique européen de sites naturels d'intérêt écologique élaboré à partir des Directives « Habitats » et « Oiseaux », constitué de zones spéciales de conservation (ZSC) et de zones de protection spéciale (ZPS).
Un site Natura 2000 a été défini sur la commune au titre de la « directive Habitats » : « la Bidouze (cours d'eau) »,.

#### Zones naturelles d'intérêt écologique, faunistique et floristique
L’inventaire des zones naturelles d'intérêt écologique, faunistique et floristique (ZNIEFF) a pour objectif de réaliser une couverture des zones les plus intéressantes sur le plan écologique, essentiellement dans la perspective d’améliorer la connaissance du patrimoine naturel national et de fournir aux différents décideurs un outil d’aide à la prise en compte de l’environnement dans l’aménagement du territoire.
Une ZNIEFF de type 2 est recensée sur la commune, : 
le « réseau hydrographique de la Bidouze et annexes hydrauliques » (2 867,4 ha), couvrant 30 communes dont 1 dans les Landes et 29 dans les Pyrénées-Atlantiques.

## Urbanisme

### Typologie
Au 1er janvier 2024, Amendeuix-Oneix est catégorisée commune rurale à habitat dispersé, selon la nouvelle grille communale de densité à sept niveaux définie par l'Insee en 2022.
Elle appartient à l'unité urbaine de Saint-Palais, une agglomération intra-départementale regroupant trois  communes, dont elle est une commune de la banlieue,,. Par ailleurs la commune fait partie de l'aire d'attraction de Saint-Palais, dont elle est une commune de la couronne,. Cette aire, qui regroupe 25 communes, est catégorisée dans les aires de moins de 50 000 habitants,.

### Occupation des sols

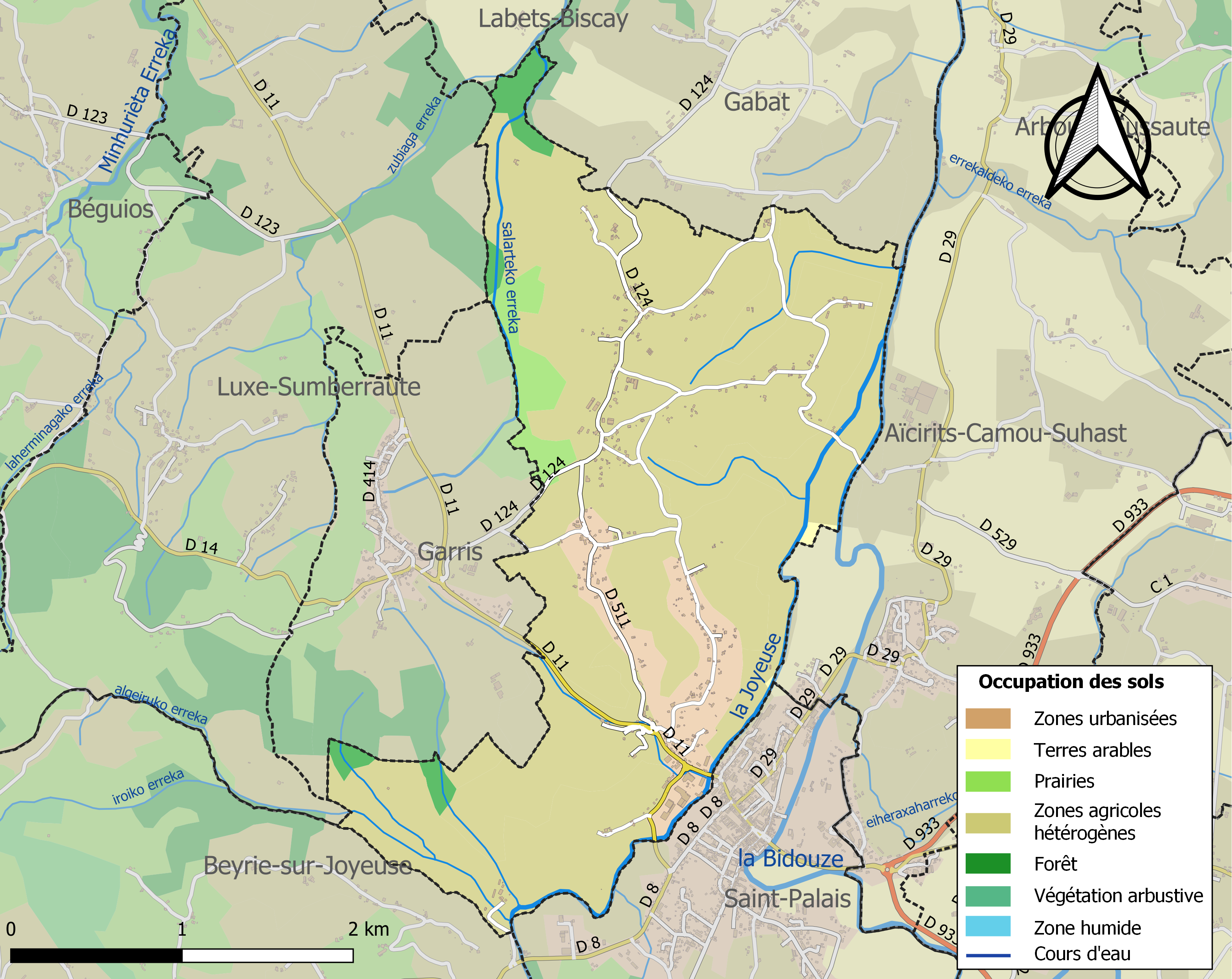
Carte des infrastructures et de l'occupation des sols de la commune en 2018 (CLC).

L'occupation des sols de la commune, telle qu'elle ressort de la base de données européenne d’occupation biophysique des sols Corine Land Cover (CLC), est marquée par l'importance des territoires agricoles (88,8 % en 2018), en diminution par rapport à 1990 (96 %). La répartition détaillée en 2018 est la suivante : 
zones agricoles hétérogènes (85,6 %), zones urbanisées (8,4 %), prairies (2,9 %), forêts (2,8 %), terres arables (0,3 %). L'évolution de l’occupation des sols de la commune et de ses infrastructures peut être observée sur les différentes représentations cartographiques du territoire : la carte de Cassini (XVIIIe siècle), la carte d'état-major (1820-1866) et les cartes ou photos aériennes de l'IGN pour la période actuelle (1950 à aujourd'hui).

### Lieux-dits et hameaux
- Amendeuix
- Arkausia[10]
- Arlania[10]
- Arrosteguia[10]
- Autrichia[10]
- Berhabia[10]
- Bidainia[10]
- Bordaberria[10]
- Candelenia[10]
- Errecartia[10]
- Etcheberria[10]
- Etchetto[10]
- Eyheraetcheberry[10]
- Gaponteguia[10]
- Goitia[10]
- Guillenteguia[10]
- Hiriberry[10],[30]
- Inchaursague[10]
- Iribarnia[10]
- Jauberria[10]
- Jauhenia[10]
- Landaçaharia[10]
- Larregoyen[10]
- Lauhiteya[10]
- Mantunia[10]
- Oneix[10]
- Oyhamburia[10]
- Peco-Berthoua[10]
- Postateya[10]
- Sabrenia[10]
- Salla[10],[30]
- Vivienborda[10].

### Voies de communication et transports
Amendeuix-Oneix est desservie par les routes départementales D 11, D 124 et D 511.

### Risques majeurs
Le territoire de la commune d'Amendeuix-Oneix est vulnérable à différents aléas naturels : météorologiques (tempête, orage, neige, grand froid, canicule ou sécheresse), inondations, feux de forêts et séisme (sismicité moyenne). Un site publié par le BRGM permet d'évaluer simplement et rapidement les risques d'un bien localisé soit par son adresse soit par le numéro de sa parcelle.
Certaines parties du territoire communal sont susceptibles d’être affectées par le risque d’inondation par une crue torrentielle ou à montée rapide de cours d'eau, notamment la Bidouze et la Joyeuse. La commune a été reconnue en état de catastrophe naturelle au titre des dommages causés par les inondations et coulées de boue survenues en 1982, 1983, 2007, 2008, 2009 et 2014,.
Amendeuix-Oneix est exposée au risque de feu de forêt. En 2020, le premier plan de protection des forêts contre les incendies (PDPFCI) a été adopté pour la période 2020-2030. La réglementation des usages du feu à l’air libre et les obligations légales de débroussaillement dans le département des Pyrénées-Atlantiques font l'objet d'une consultation de public ouverte du 16 septembre au 7 octobre 2022,.

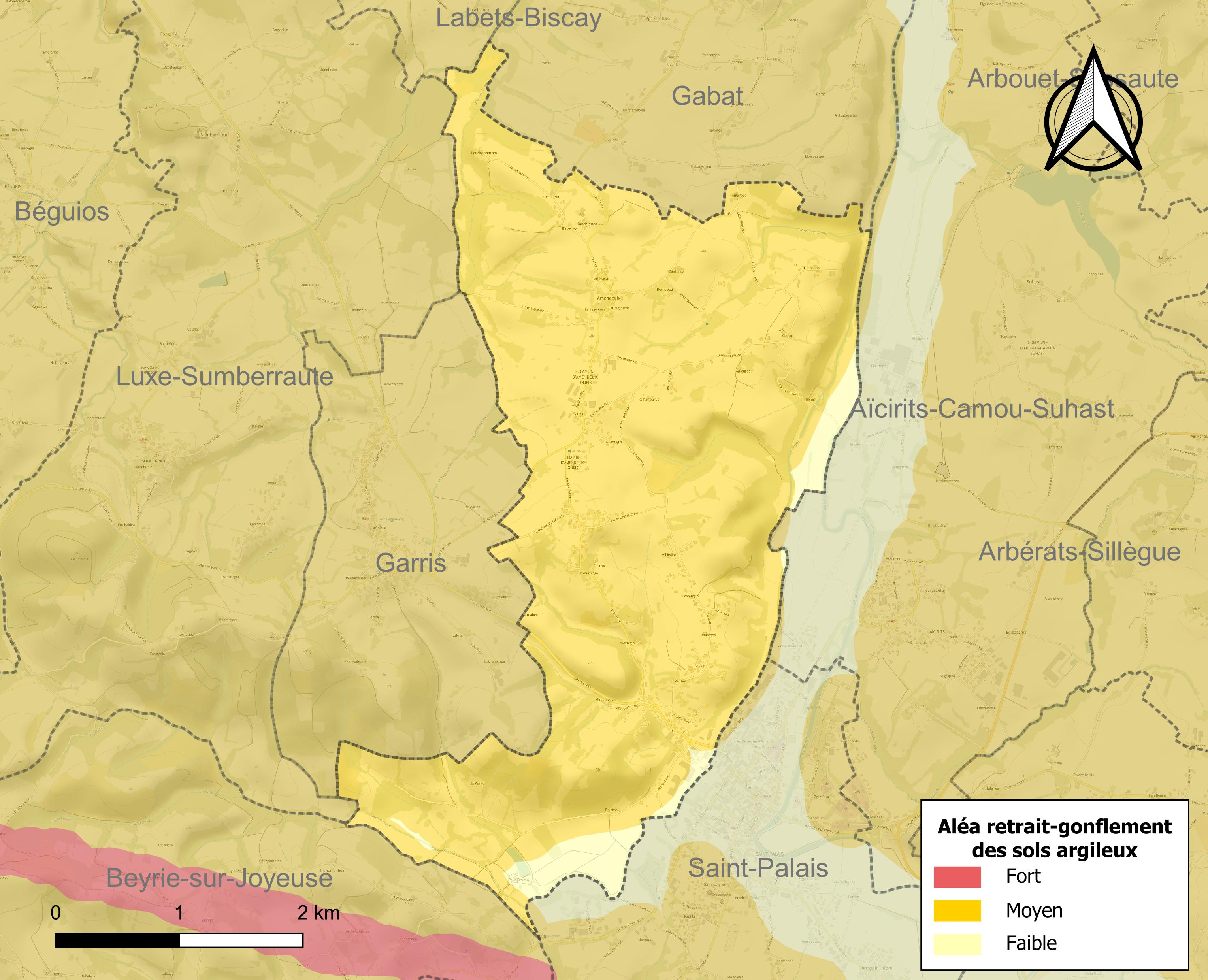
Carte des zones d'aléa retrait-gonflement des sols argileux d'Amendeuix-Oneix.

Le retrait-gonflement des sols argileux est susceptible d'engendrer des dommages importants aux bâtiments en cas d’alternance de périodes de sécheresse et de pluie. 95,3 % de la superficie communale est en aléa moyen ou fort (59 % au niveau départemental et 48,5 % au niveau national). Depuis le 1er octobre 2020, en application de la loi ELAN, différentes contraintes s'imposent aux vendeurs, maîtres d'ouvrages ou constructeurs de biens situés dans une zone classée en aléa moyen ou fort,.

## Toponymie

### Attestations anciennes
Le toponyme Amendeuix apparaît sous les formes 
Sanctus Joannes de Mindus (1160), 
Amindux (1316), 
Aminduch (1350), 
Aminduz (1413), 
Mendux (1413), 
Sent-Johan de Mendux (1472, notaires de Labastide-Villefranche), 
Armendux (1513, titres de Pampelune), 
Amenduxs (1600, titres de la chambre des comptes de Pau ) et 
Amendux (1621, Martin Biscay).
Le toponyme Oneix apparaît sous les formes 
Sanctus Petrus de Onas (1160), 
Onnaçu (1249), 
Oneyx (1316), 
Honeis (1350), 
Onasso (1394), 
Oneys (1413), 
Onex (1472, notaires de Labastide-Villefranche), 
Onecx (1513, titres de Pampelune), 
Oniz (1621, Martin Biscay) et 
Oneis (1793 ou an II).
Jean-Baptiste Orpustan indique qu'Oneix signifie 'lieu où abondent les hauteurs'. De son côté, Brigitte Jobbé-Duval soutient qu’Oneix provient du basque unanu qui désigne l’asphodèle, et qu’ainsi signifie ’lieu ou abonde l’asphodèle’. Elle indique que l’origine d’Amendeuix est aquitano-romane, désignant un nom de domaine noble.

### Autres toponymes
Hiriberry est un hameau mentionné en 1863 dans le dictionnaire topographique Béarn-Pays basque.
Jauréguy était un fief vassal du royaume de Navarre, cité dans le dictionnaire de 1863.
Paul Raymond signale, en 1863, le toponyme Lanevieille, un ancien fief de la commune, cité en 1600 sous la forme la noble salle de Lanevielhe d’Amenduxs (titres de la chambre des comptes de Pau) et en 1621 sous la graphie Lanavieja (Martin Biscay). Ce fief dépendait du royaume de Navarre.
Salla était un fief d’Amendeuix, vassal du royaume de Navarre, indiqué sous la forme La Salle en 1863 par le dictionnaire topographique Béarn-Pays basque.

### Graphie basque
Son nom basque actuel est Amendüze-Unaso.
Au XIXe siècle, Paul Raymond indique la forme Amendüze-Onazo.

## Histoire
Au XVIe siècle (1594), des faits de sorcellerie sont rapportés par une remontrance aux États de Navarre par le procureur de Mixe (aux côtés de ceux d'Arberoue, d'Ostabaret, d'Irissarry, d'Ossès, de Baigorri et de Labastide-Clairence), se plaignant de l'insuffisance des poursuites et demandant que chaque ville ou pays de Basse-Navarre puisse élire « deux personnages hommes de bien et non suspects, pour rechercher et punir les coupables de ces crimes de sorcellerie, apostasie et magie ; lesquels seraient adjoints aux gens du Roy ; le tout aux dépens des condamnés, ou en cas d'insolvabilité, à ceux des pays et lieux où se fera l'instruction ». Une partie de cette remontrance faisait suite à une requête des habitants d'Amendeuix, datant de 1587, se plaignant d'avoir été victimes de « sortilèges qui se manifestaient principalement par le mal d'aboyer ».
La commune a été créée le 27 août 1846 par la réunion des communes d' Amendeuix et d' Oneix. Une partie du territoire est cependant attribuée à la commune d' Aïcirits.

## Politique et administration

### Liste des maires
| Période                                  | Période  | Identité               | Étiquette | Qualité |
| ---------------------------------------- | -------- | ---------------------- | --------- | ------- |
| 1837                                     | 1846     | Jean Longy             |           |         |
| 1846                                     | 1848     | Jean-Paul Larregoyen   |           |         |
| 1848                                     | 1871     | Jean Longy             |           |         |
| 1871                                     | 1873     | Franck d'Andurain      |           |         |
| 1873                                     | 1884     | Gabriel Longy          |           |         |
| 1884                                     | 1885     | Rémy Etcheto           |           |         |
| 1885                                     | 1909     | Gabriel Longy          |           |         |
| 1909                                     | 1912     | M Sabalette            |           |         |
| 1912                                     | 1938     | Jean-Pierre Longy      |           |         |
| 1938                                     | 1945     | Auguste de Castelbajac |           |         |
| 1959                                     | 1974     | Leon Longy             |           |         |
| 1974                                     | 1983     | Jean Clédon            |           |         |
| 1983                                     | 1989     | Arnaud Thicoipe        |           |         |
| 1989                                     | 1995     | Arnaud Mandagaran      |           |         |
| 1995                                     | 2014     | Armel-Pierre Drouilhet |           |         |
| 2014                                     | 2020     | Arnaud Mandagaran      |           |         |
| 2020                                     | 2024     | Jean-Marc Trenthomas   |           |         |
| 2024                                     | En cours | Stéphane Poisson       |           |         |
| Les données manquantes sont à compléter. |          |                        |           |         |

### Intercommunalité
La commune appartient à la communauté d'agglomération du Pays Basque. Elle est membre du syndicat d'énergie des Pyrénées-Atlantiques, de l'Agence publique de gestion locale, du syndicat intercommunal de regroupement pédagogique d'Amendeuix-Oneix, Gabat, Ilharre et Labets-Biscay et du syndicat intercommunal pour le fonctionnement des écoles d'Amikuze.

## Population et société

### Démographie
Le nom des habitants est Amendüztar,.
En 1350, 9 feux sont signalés à Oneix et 15 à 18 à Amendeuix.
Le recensement à caractère fiscal de 1412-1413, réalisé sur ordre de Charles III de Navarre, comparé à celui de 1551 des hommes et des armes qui sont dans le présent royaume de Navarre d'en deçà les ports, révèle une démographie en forte croissance. Le premier indique à Amendeuix la présence de 13 feux, le second de 40 feux (33 + 7 feux secondaires). Les mêmes recensements relèvent 8 feux à Oneix en 1412-1413 contre 17 (14 + 3 feux secondaires) en 1551.
Le recensement de la population de Basse-Navarre de 1695 dénombre 63 feux à Amendeuix et 20 à Oneix.
L'évolution du nombre d'habitants est connue à travers les recensements de la population effectués dans la commune depuis 1793. Pour les communes de moins de 10 000 habitants, une enquête de recensement portant sur toute la population est réalisée tous les cinq ans, les populations de référence des années intermédiaires étant quant à elles estimées par interpolation ou extrapolation. Pour la commune, le premier recensement exhaustif entrant dans le cadre du nouveau dispositif a été réalisé en 2008.

En 2022, la commune comptait 466 habitants, en évolution de +4,02 % par rapport à 2016 (Pyrénées-Atlantiques : +3,78 %, France hors Mayotte : +2,11 %).
| 1793 | 1800 | 1806 | 1821 | 1831 | 1836 | 1841 | 1846 | 1851 |
| ---- | ---- | ---- | ---- | ---- | ---- | ---- | ---- | ---- |
| 217  | 272  | 273  | 286  | 309  | 317  | 290  | 424  | 412  |

| 1856 | 1861 | 1866 | 1872 | 1876 | 1881 | 1886 | 1891 | 1896 |
| ---- | ---- | ---- | ---- | ---- | ---- | ---- | ---- | ---- |
| 389  | 372  | 376  | 391  | 353  | 363  | 385  | 335  | 336  |

| 1901 | 1906 | 1911 | 1921 | 1926 | 1931 | 1936 | 1946 | 1954 |
| ---- | ---- | ---- | ---- | ---- | ---- | ---- | ---- | ---- |
| 342  | 361  | 360  | 352  | 321  | 336  | 295  | 297  | 294  |

| 1962 | 1968 | 1975 | 1982 | 1990 | 1999 | 2006 | 2008 | 2013 |
| ---- | ---- | ---- | ---- | ---- | ---- | ---- | ---- | ---- |
| 286  | 289  | 329  | 327  | 381  | 367  | 406  | 417  | 435  |

| 2018 | 2022 | - | - | - | - | - | - | - |
| ---- | ---- | - | - | - | - | - | - | - |
| 448  | 466  | - | - | - | - | - | - | - |

De 1793 à 1841, la population indiquée ne reflète que celle d'Amendeuix, encore séparé d'Oneix, dont la population durant cette même période est décrite ci-dessous.
| 1793 | 1800 | 1806 | 1821 | 1831 | 1836 | 1841 |
| ---- | ---- | ---- | ---- | ---- | ---- | ---- |
| 124  | 134  | 143  | 123  | 147  | 137  | 143  |

### Enseignement
La commune dispose d'une école maternelle.
Amendeuix, Gabat, Ilharre et Labets-Biscay se sont associées pour créer un regroupement pédagogique intercommunal (RPI).

## Économie
La commune fait partie de la zone d'appellation de l'ossau-iraty.

## Culture locale et patrimoine

### Langues
D'après la Carte des Sept Provinces Basques éditée en 1863 par le prince Louis-Lucien Bonaparte, le dialecte basque parlé à Amendeuix-Oneix est le bas-navarrais oriental.

### Lieux et monuments
L'église Saint-Pierre, à Oneix, date de 1787. L'église est dédiée à l'apôtre saint Pierre. Elle est inscrite à l’Inventaire général du patrimoine culturel depuis 2003, tout comme l'église Saint-Jean-Baptiste, à Amendeuix, qui, elle, date de 1903. L'église est dédiée à saint Jean le Baptiste.

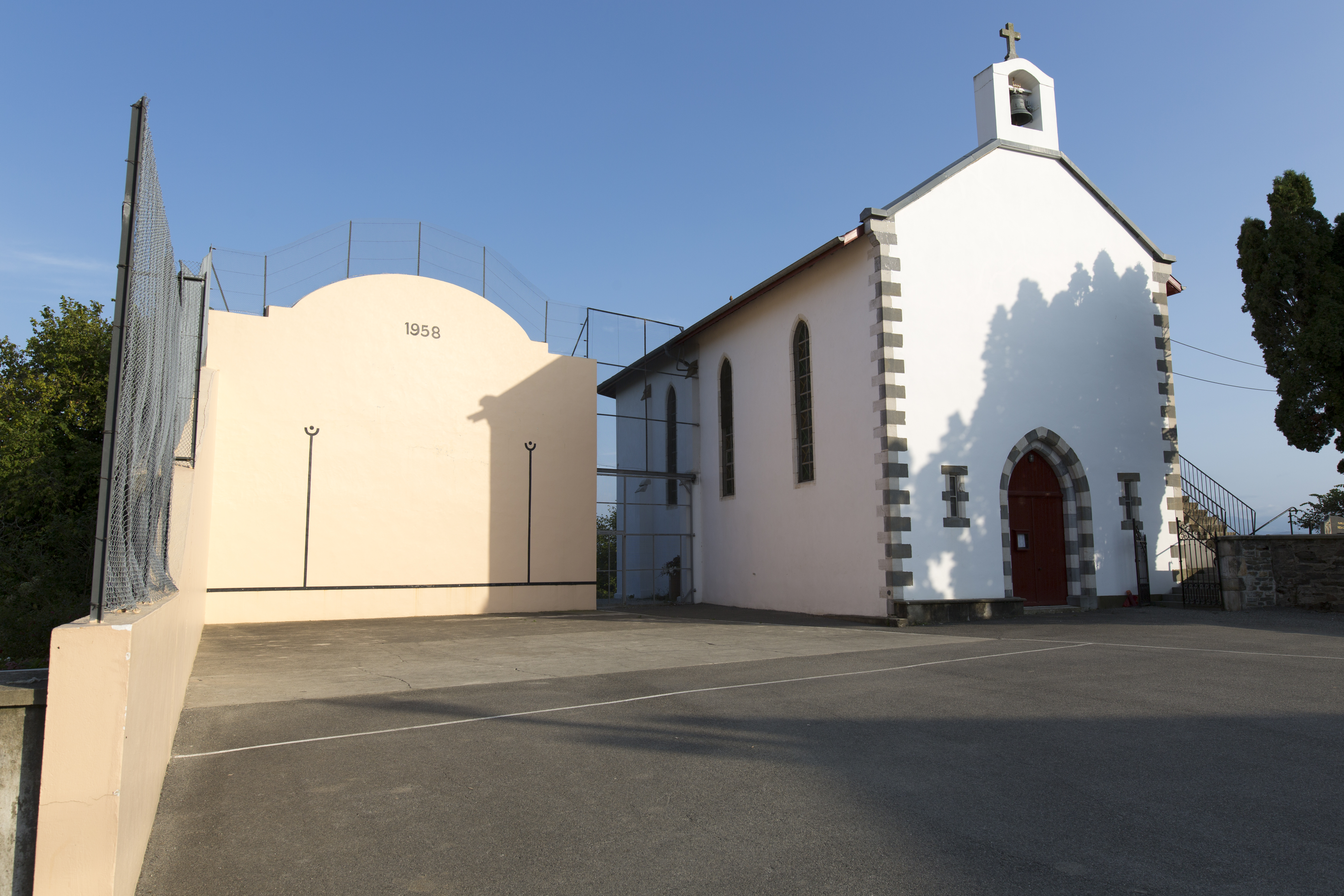
L'église Saint-Jean-Baptiste d'Amendeuix et le fronton.
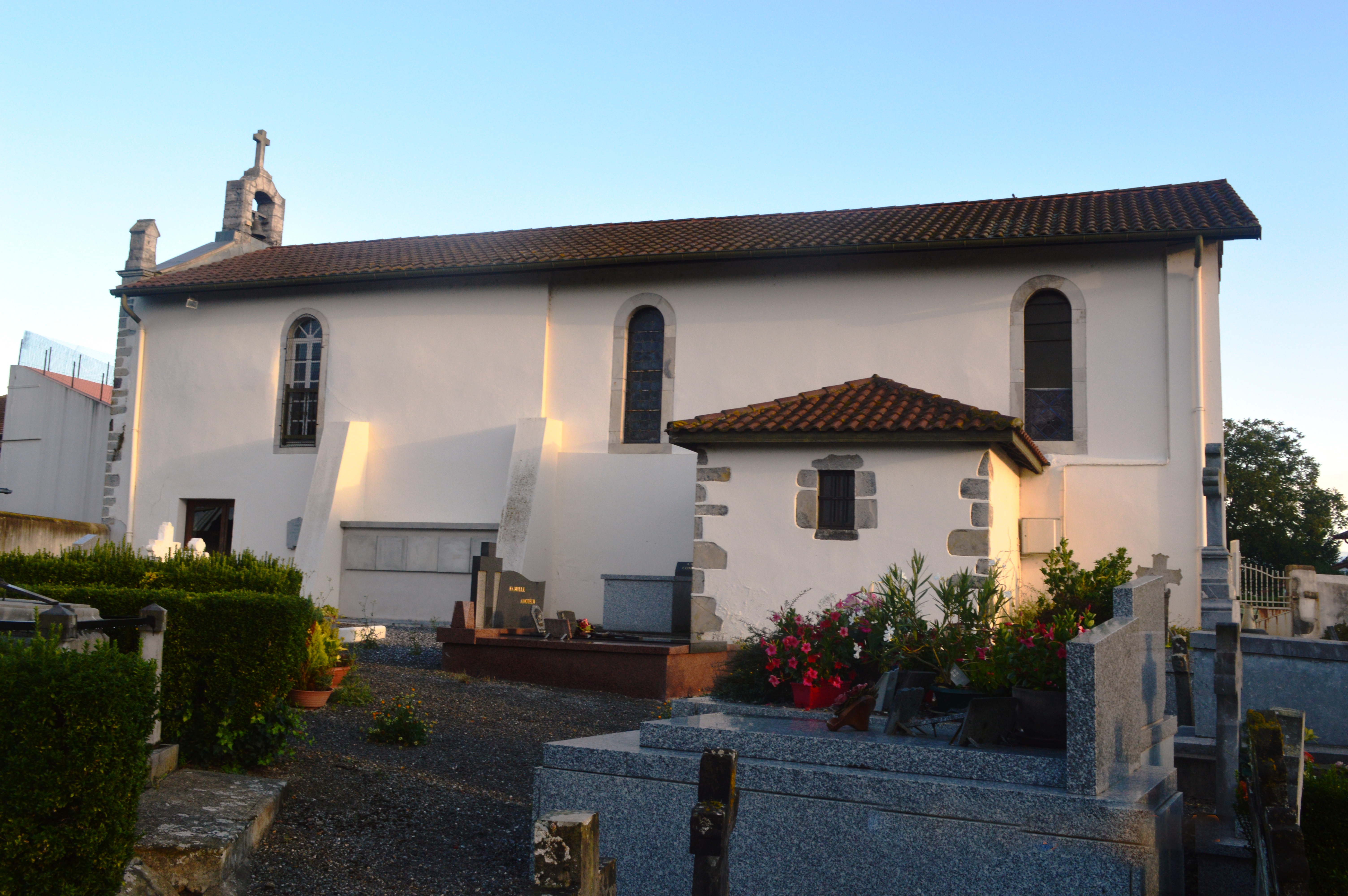
L'église Saint-Pierre d'Oneix.
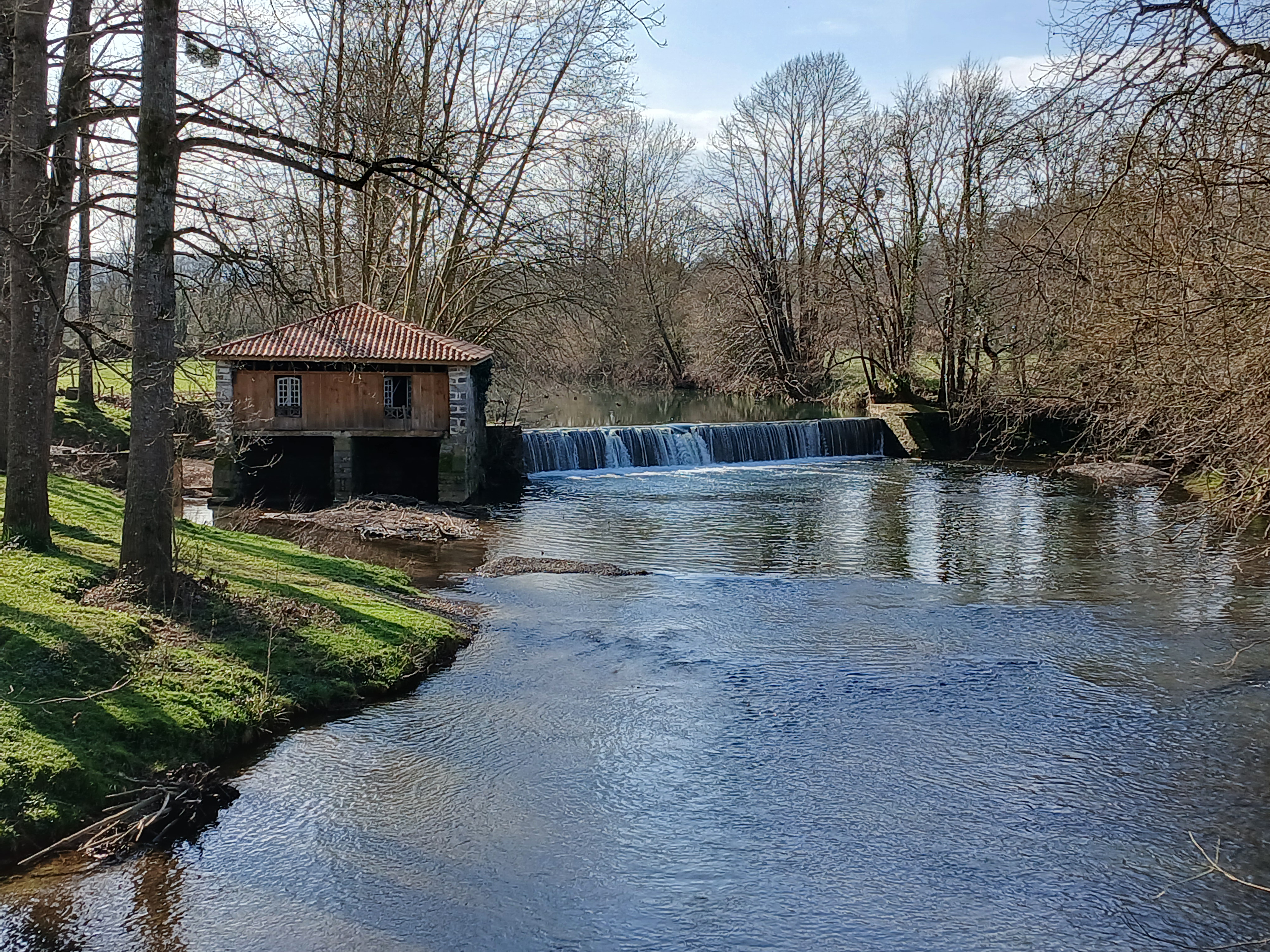
Moulin d'Amendeuix sur la Bidouze.

### Personnalités liées à la commune
- Mixel Thikoipe, musicien et écrivain d'expression basque.
- Michel Garicoïts, saint de l'Église catholique et fondateur de la congrégation des prêtres du sacré-cœur de Jésus, de Bétharram. Né à Ibarre le 15 avril 1797, il séjourna à Oneix de 1809 à 1811. Canonisé le 6 juillet 1947.

### Héraldique
| Blason | Blasonnement : Écartelé aux 1 et 4 d'or au chêne de sinople et au sanglier de sable brochant sur le fût de l'arbre, aux 2 et 3 coupé onde d'argent et d'azur. |